# Хангін
39°50′19″ пн. ш. 108°43′24″ сх. д. / 39.83851° пн. ш. 108.72322° сх. д.
Хангін (кит. 杭锦旗, пін. Hángjĭn Qí, трансліт. Hanggin) — один із повітів КНР у складі префектури Ордос, Внутрішня Монголія. Адміністративний центр — містечко Сіні.

## Географія
Хангін лежить на висоті близько 1400 метрів над рівнем моря у пустелі Хобг всередині ордоського закруту Хуанхе.

### Клімат
Хошун знаходиться у зоні, котра характеризується кліматом тропічних степів. Найтепліший місяць — липень із середньою температурою 22,5 °C. Найхолодніший місяць — січень, із середньою температурою -11,1 °С.
| Клімат хошуну Хангін    | Клімат хошуну Хангін | Клімат хошуну Хангін | Клімат хошуну Хангін | Клімат хошуну Хангін | Клімат хошуну Хангін | Клімат хошуну Хангін | Клімат хошуну Хангін | Клімат хошуну Хангін | Клімат хошуну Хангін | Клімат хошуну Хангін | Клімат хошуну Хангін | Клімат хошуну Хангін | Клімат хошуну Хангін |
| Показник                | Січ.                 | Лют.                 | Бер.                 | Квіт.                | Трав.                | Черв.                | Лип.                 | Серп.                | Вер.                 | Жовт.                | Лист.                | Груд.                | Рік                  |
| Середній максимум, °C   | −3,6                 | 0,7                  | 7,3                  | 15,8                 | 22,4                 | 27                   | 28,9                 | 26,3                 | 21,3                 | 14,3                 | 5,4                  | −1,9                 | 13,7                 |
| Середня температура, °C | −11,1                | −6,7                 | 0,2                  | 8,6                  | 15,8                 | 20,5                 | 22,5                 | 20,1                 | 14,7                 | 7,1                  | −1,9                 | −9                   | 6,7                  |
| Середній мінімум, °C    | −16,6                | −12,5                | −5,8                 | 1,8                  | 8,6                  | 13,6                 | 16,1                 | 14,5                 | 8,9                  | 1,5                  | −7,2                 | −14,2                | 0,7                  |
| Норма опадів, мм        | 1.2                  | 2                    | 6.8                  | 9.5                  | 25.9                 | 34.3                 | 65.1                 | 76.5                 | 36.2                 | 14.7                 | 2.3                  | 1.3                  | 275.8                |
| Вологість повітря, %    | 54                   | 46                   | 39                   | 32                   | 36                   | 42                   | 53                   | 59                   | 56                   | 53                   | 49                   | 53                   | 47.6                 |
| ----------------------- | -------------------- | -------------------- | -------------------- | -------------------- | -------------------- | -------------------- | -------------------- | -------------------- | -------------------- | -------------------- | -------------------- | -------------------- | -------------------- |
| Джерело: data.cma.cn    |                      |                      |                      |                      |                      |                      |                      |                      |                      |                      |                      |                      |                      |